# قطعنامه ۷۴۷ شورای امنیت
قطعنامه ۷۴۷ شورای امنیت سازمان ملل متحد که در تاریخ ۲۴ مارس ۱۹۹۲ تصویب شد، سندی بین‌المللی دربارهٔ آنگولا است. این قطعنامه طی نشست ۳۰۶۲ام با ۱۵ رای موافق، ۰ مخالف و ۰ ممتنع تصویب شد.